# Bureau Vallée
Bureau Vallée est une enseigne de la grande distribution française spécialisée dans la papeterie, les fournitures de bureau, bureautique et consommables informatiques. L'enseigne a été fondée en 1990 par Bruno Peyroles.

## Historique
Bruno Peyroles, fondateur de Bureau Vallée, a découvert, dans le cadre d’un voyage d’affaires aux États-Unis en tant que directeur d’un hypermarché Auchan, le concept des supermarchés de la fourniture de bureau (jusqu'alors vendues dans des papeteries). C'est grâce à ce voyage que le concept des magasins Bureau Vallée lui vient.
Il crée son premier magasin en 1990, à Maurepas en France, et devient à l'époque l'un des leaders des fournitures de bureau.
Le concept comprend la démocratisation des produits culturels pour les professionnels et les familles avec des magasins en zone périurbaine et opte pour le libre-service.
Après un développement avec des magasins en réseau "intégré", le modèle économique évoluera vers celui de la franchise (réseau commercial) en 1999 afin de développer rapidement l’enseigne.
L'enseigne ouvre alors plusieurs dizaines de magasins par an. Depuis 2000, l'entreprise ouvre également des magasins de proximité au cœur des villes et des grandes agglomérations.

## Magasins
Au début 2022, Bureau Vallée comptait 373 magasins dont près de 300 en France Métropolitaine, 30 dans les DOM-TOM (dont 9 à la Réunion, 5 en Martinique et 5 en Guadeloupe...), 23 en Espagne, 10 en Belgique, 4 à Malte, 3 en Italie, 2 en Tunisie, 1 à l'Ile Maurice et au Cameroun.